# Diontala
Diontala est une commune située dans le département de Kouka de la province des Banwa au Burkina Faso.

## Éducation et santé
La commune accueille un centre de santé et de promotion sociale (CSPS).